# Vol Aeroflot 101/435

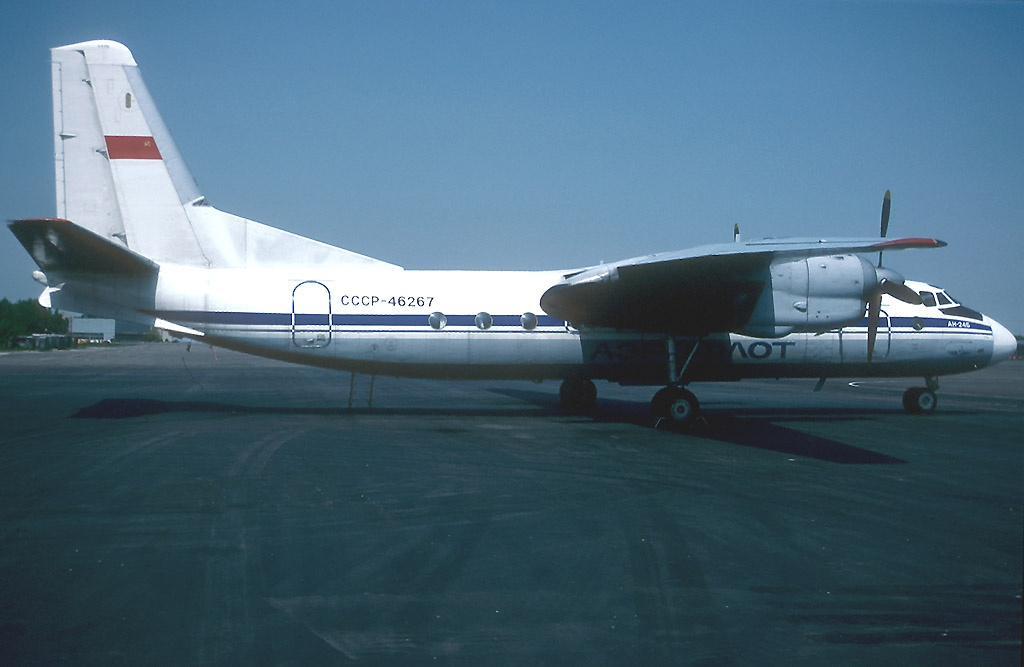
L'avion du vol Aeroflot 101/435

Le vol Aeroflot 101/435 est un vol intérieur soviétique, au départ de Takhtamygda à destination de Tchita, effectué par un appareil Antonov An-24. Le vol est détourné vers la Chine le 19 décembre 1985 par le copilote Shamil Alimuradov.

## Détournement
Shamil Alimuradov, issu du groupe ethnique lezghien, exige du pilote Viatcheslav Abramyan de dérouter l'avion vers la Chine en le menaçant d'une hache de guerre. Le pilote, bien qu'armé, a décidé de ne pas résister car cela nécessitait de déboucler le harnais de sécurité de son siège. Cependant, il réussit à contacter le contrôle du trafic aérien, via un bouton dissimulé, pour lui signaler le détournement de l'avion.
Les autorités soviétiques autorisèrent l'équipage à atterrir en Chine et transmettent à Abramyan la fréquence radio de l'aéroport de Qiqihar. Alimuradov exigea alors d'Abramyan d'atterrir plutôt à Hailar, destination que l'avion ne rejoindra jamais. En effet, à court de carburant, l'avion finira par se poser dans une rizière.
Les conditions sont rudes, la température à l'extérieur de l'avion est de −25 °C et la cabine ne peut être chauffée, car cela impliquerait d'allumer les moteurs, ce que refusent les autorités chinoises. La nourriture manque, s'ajoutant aux conditions difficiles.
Alimuradov est appréhendé par les Chinois et les passagers sont finalement autorisés à se rendre dans un hôtel d'Hailar. L'ambassade soviétique à Pékin a été informée de l'incident. Le lendemain, les passagers reçoivent des questionnaires s'enquérant de leurs noms mais aussi du but de leur séjour en Chine. Ils sont invités à répondre « voyage touristique ». Durant la journée, ils sont emmenés visiter la ville de Qiqihar, manger dans un restaurant local et reçoivent, en guise de cadeau, des bouteilles isothermes.

## Conséquences
Les passagers furent rapatriés de Harbin à Tchita à bord d'un Tupolev Tu-134. Shamil Alimuradov a été gardé en Chine, jugé devant le tribunal populaire intermédiaire de Harbin, où il était représenté par un avocat chinois. Reconnu coupable, il est condamné en mars 1986 à huit ans de prison. Après trois ans, il a été renvoyé en Union soviétique, où il a été condamné à cinq ans de plus en vertu des lois soviétiques.
L'avion détourné a été rapatrié en Union soviétique en janvier 1986.